# Cindy Franssen
Cindy Franssen (Oudenaarde, 20 gennaio 1976) è una politica belga fiamminga, membro dei Cristiano-Democratici e Fiamminghi. Ex deputata fiamminga e senatrice, dal 2 luglio 2019 al 15 luglio 2024 è stata europarlamentare nella IX legislatura.

## Biografia
Laureata in scienze politiche all'Università di Gand. È entrata a far parte dei Cristiano-Democratici e Fiamminghi. Negli anni 1999-2002 è stata collaboratrice della senatrice Sabine de Bethune. Negli anni 2002-2006 è stata direttrice del centro di assistenza sociale comunale (OCMW) di Wortegem-Petegem. Dal 2000 al 2007 è stata consigliere provinciale delle Fiandre Orientali. Eletta anche consigliere comunale della sua città natale, nel 2019 è diventata membro delle sue autorità esecutive.
Nel 2007, è entrata a far parte del Parlamento fiammingo (rieletta nel 2009 e 2014). Nel 2009 e 2014, su raccomandazione di questo organo, è stata nominata al Senato. Nel 2019, tuttavia, si è seduta al Parlamento europeo